# Hoplismenus
Hoplismenus is een geslacht van insecten uit de orde vliesvleugeligen (Hymenoptera) en de familie Ichneumonidae.

## Soorten
- H. arizonensis Swift, 1946
- H. axillatorius (Thunberg, 1822)
- H. bidentatus (Gmelin, 1790)
- H. birmanicus Heinrich, 1975
- H. bispinatorius (Thunberg, 1822)
- H. caucasicus (Clement, 1927)
- H. coreanus Uchida, 1926
- H. cornix Kriechbaumer, 1890
- H. hemimelas Heinrich, 1978
- H. infulatus Kusigemati, 1988
- H. istrianus (Clement, 1927)
- H. jalapensis (Cameron, 1885)
- H. krapinensis Hensch, 1928
- H. lamprolabus Wesmael, 1857
- H. morulus (Say, 1829)
- H. obscurus Kriechbaumer, 1895
- H. passivus (Cresson, 1874)
- H. perarduus Porter, 1986
- H. pica Wesmael, 1855
- H. piliventris (Cameron, 1885)
- H. polyleucos Heinrich, 1962
- H. praeruptus Swift, 1946
- H. rufipes (Cameron, 1904)
- H. rutilus (Cresson, 1864)
- H. scutellatus (Smith, 1858)
- H. simulator Kokujev, 1909
- H. terrificus Wesmael, 1848
- H. tyrolensis (Clement, 1927)